# Augusto Guglielmo di Brunswick-Bevern
Augusto Guglielmo di Brunswick-Bevern (Braunschweig, 10 ottobre 1715 – Stettino, 2 agosto 1781) fu governatore di Stettino e generale di fanteria prussiano.
Era figlio del duca Ernesto Ferdinando di Brunswick-Lüneburg-Bevern, principe di Brunswick-Bevern (1682 – 1746) e di Eleonora Carlotta di Curlandia (1686 – 1748) e fu egli stesso duca di Brunswick-Lüneburg e principe di Brunswick-Bevern.

## Biografia
Dal 1725 al 1730 fu eretto per lui il castello di caccia di Walkenried. Nel 1731 entrò con il grado di capitano al servizio dell'esercito prussiano e nel 1734 prese parte sotto Federico Guglielmo I di Prussia alla campagna militare del Reno.
Sotto Federico II di Prussia, nel corso della Prima guerra di Slesia partecipò all'assedio di Brieg e Neisse come colonnello a capo di un reggimento di fanteria. Rimase ferito nella battaglia di Mollwitz.
Nel corso della Seconda guerra di Slesia combatté la battaglia di Hohenfriedberg, nel corso della quale comandò una brigata come maggior generale. Nel 1746 divenne comandante di Stettino e nel 1750 luogotenente generale.
All'inizio della Guerra dei sette anni Augusto Guglielmo condusse un reggimento della Pomerania in Sassonia e Boemia e il 1º ottobre 1756 comandò l'ala sinistra dello schieramento prussiano nella battaglia di Lobositz; un suo attacco alla baionetta, esaurite le munizioni, decise le sorti della battaglia dando la vittoria ai prussiani.
Il 21 aprile 1757 sconfisse il generale austriaco Königsegg in un combattimento presso Reichenberg, ove le sue truppe si riunirono a quelle del feldmaresciallo prussiano Kurt Christoph, conte di Schwerin e comandò la parte verso il centro dell'ala destra dello schieramento nella vittoriosa battaglia di Praga il 6 maggio 1757. Successivamente fu inviato con 20.000 uomini contro il generale Leopold Joseph, conte di Daun ma non osò attaccarlo, ed il 18 giugno 1757 fu sconfitto nella battaglia di Kolín.
Alla fine di agosto Augusto Guglielmo ottenne il comando supremo in Slesia, ma fu sconfitto due volte, il 7 settembre 1757 nella battaglia di Moys e il 22 novembre in quella di Breslavia, dalle preponderanti forze dell'esercito austriaco al comando dell'arciduca Carlo Alessandro di Lorena, finendo prigioniero.
Liberato nel maggio 1758, ricevette l'incarico di governatore di Stettino e difese la fortezza contro i russi e contro gli svedesi fino all'armistizio del 1762. Promosso generale di fanteria, ruppe l'armistizio con i russi e scese nuovamente in campo, sconfiggendo il 16 agosto di quell'anno a Reichenbach gli austriaci di Daun.
Rimase fino alla morte governatore di Stettino.

## Ascendenza
|                                                           |                                               |                                                   | Genitori                                                          |  |  | Nonni |  |  | Bisnonni                              |  |  | Trisnonni                                |  |
|                                                           |                                               |                                                   |                                                                   |  |  |       |  |  | August II, duca di Brunswick-Lüneburg |  |  | Heinrich III, duca di Brunswick-Lüneburg |  |
|                                                           |                                               |                                                   |                                                                   |  |  |       |  |  | August II, duca di Brunswick-Lüneburg |  |  | Heinrich III, duca di Brunswick-Lüneburg |  |
|                                                           |                                               | Ursula von Sachsen-Lauenburg                      |                                                                   |  |  |       |  |  | August II, duca di Brunswick-Lüneburg |  |  |                                          |  |
| Ferdinand Albrecht I, duca di Brunswick-Bevern            |                                               |                                                   |                                                                   |  |  |       |  |  | August II, duca di Brunswick-Lüneburg |  |  |                                          |  |
|                                                           |                                               | Sophie Elisabeth von Mecklenburg-Güstrow          | Johann Albrecht II, duca di Meclemburgo-Güstrow                   |  |  |       |  |  |                                       |  |  |                                          |  |
|                                                           |                                               | Sophie Elisabeth von Mecklenburg-Güstrow          | Johann Albrecht II, duca di Meclemburgo-Güstrow                   |  |  |       |  |  |                                       |  |  |                                          |  |
|                                                           |                                               | Sophie Elisabeth von Mecklenburg-Güstrow          | Margarete Elisabeth von Mecklenburg                               |  |  |       |  |  |                                       |  |  |                                          |  |
| Ernst Ferdinand, duca di Brunswick-Bevern                 |                                               | Sophie Elisabeth von Mecklenburg-Güstrow          |                                                                   |  |  |       |  |  |                                       |  |  |                                          |  |
|                                                           |                                               | Friedrich, langravio d'Assia-Eschwege             | Moritz, langravio d'Assia-Kassel                                  |  |  |       |  |  |                                       |  |  |                                          |  |
|                                                           |                                               | Friedrich, langravio d'Assia-Eschwege             | Moritz, langravio d'Assia-Kassel                                  |  |  |       |  |  |                                       |  |  |                                          |  |
|                                                           |                                               | Friedrich, langravio d'Assia-Eschwege             | Juliane von Nassau-Dillenburg                                     |  |  |       |  |  |                                       |  |  |                                          |  |
| Christine von Hessen-Eschwege                             |                                               | Friedrich, langravio d'Assia-Eschwege             |                                                                   |  |  |       |  |  |                                       |  |  |                                          |  |
|                                                           |                                               | Eleonore Katharine von Pfalz-Zweibrücken-Kleeburg | Johann Kasimir, duca del Palatinato-Zweibrücken-Kleeburg          |  |  |       |  |  |                                       |  |  |                                          |  |
|                                                           |                                               | Eleonore Katharine von Pfalz-Zweibrücken-Kleeburg | Johann Kasimir, duca del Palatinato-Zweibrücken-Kleeburg          |  |  |       |  |  |                                       |  |  |                                          |  |
|                                                           |                                               | Eleonore Katharine von Pfalz-Zweibrücken-Kleeburg | Katarina Karlsdotter Vasa                                         |  |  |       |  |  |                                       |  |  |                                          |  |
| August Wilhelm, duca di Brunswick-Bevern                  |                                               | Eleonore Katharine von Pfalz-Zweibrücken-Kleeburg |                                                                   |  |  |       |  |  |                                       |  |  |                                          |  |
|                                                           | Jacob Kettler, duca di Curlandia e Semigallia | Wilhelm Kettler, duca di Curlandia e Semigallia   |                                                                   |  |  |       |  |  |                                       |  |  |                                          |  |
|                                                           | Jacob Kettler, duca di Curlandia e Semigallia | Wilhelm Kettler, duca di Curlandia e Semigallia   |                                                                   |  |  |       |  |  |                                       |  |  |                                          |  |
|                                                           | Jacob Kettler, duca di Curlandia e Semigallia | Sophia von Hohenzollern                           |                                                                   |  |  |       |  |  |                                       |  |  |                                          |  |
| Friedrich Kasimir Kettler, duca di Curlandia e Semigallia | Jacob Kettler, duca di Curlandia e Semigallia |                                                   |                                                                   |  |  |       |  |  |                                       |  |  |                                          |  |
|                                                           |                                               | Luise Charlotte von Brandenburg                   | Georg Wilhelm, principe elettore di Brandeburgo e duca di Prussia |  |  |       |  |  |                                       |  |  |                                          |  |
|                                                           |                                               | Luise Charlotte von Brandenburg                   | Georg Wilhelm, principe elettore di Brandeburgo e duca di Prussia |  |  |       |  |  |                                       |  |  |                                          |  |
|                                                           |                                               | Luise Charlotte von Brandenburg                   | Elisabeth Charlotte von der Pfalz-Simmern                         |  |  |       |  |  |                                       |  |  |                                          |  |
| Eleonore Charlotte von Kurland                            |                                               | Luise Charlotte von Brandenburg                   |                                                                   |  |  |       |  |  |                                       |  |  |                                          |  |
|                                                           |                                               | Heinrich II, conte di Nassau-Siegen               | Johann VII, conte di Nassau-Siegen                                |  |  |       |  |  |                                       |  |  |                                          |  |
|                                                           |                                               | Heinrich II, conte di Nassau-Siegen               | Johann VII, conte di Nassau-Siegen                                |  |  |       |  |  |                                       |  |  |                                          |  |
|                                                           |                                               | Heinrich II, conte di Nassau-Siegen               | Margarete von Schleswig-Holstein-Sonderburg                       |  |  |       |  |  |                                       |  |  |                                          |  |
| Sophie Amalie von Nassau-Siegen                           |                                               | Heinrich II, conte di Nassau-Siegen               |                                                                   |  |  |       |  |  |                                       |  |  |                                          |  |
|                                                           |                                               | Maria Magdalena von Limburg-Stirum                | Georg Ernst, conte di Limburg-Stirum                              |  |  |       |  |  |                                       |  |  |                                          |  |
|                                                           |                                               | Maria Magdalena von Limburg-Stirum                | Georg Ernst, conte di Limburg-Stirum                              |  |  |       |  |  |                                       |  |  |                                          |  |
|                                                           |                                               | Maria Magdalena von Limburg-Stirum                | Magdalena von Bentheim                                            |  |  |       |  |  |                                       |  |  |                                          |  |
|                                                           |                                               | Maria Magdalena von Limburg-Stirum                |                                                                   |  |  |       |  |  |                                       |  |  |                                          |  |